# ラウル・ユバック
ラウル・ユバック（Raoul Ubac, 1910年8月31日 - 1985年3月24日）は、20世紀前半に活躍したベルギーの写真家。ラウル・ユーバックとも表記される。
マン・レイの影響を受けて、その作品は、シュルレアリスム系の作品が多い。特に、裸体の女性を被写体としながら、ソラリゼーション等の技術を駆使してネガとポジが微妙に入り混じる画面処理を行い、複数の女性群像を武装したアマゾネス軍団や彫刻のように仕上げている作品（1930年代の作品）が有名。
戦後は写真をやめ、絵を描いた。
日本においては、まとまった展覧会や文献はないが、次の展覧会の中で、12人の写真家の中の1人として取り上げられ、そのカタログにも8点もの作品が掲載されている。
- アジェ、マン・レイ、ブラッサイの巴里／1992年／東京都写真美術館（1992年の展覧会 (東京都写真美術館)参照）同展のチラシ

次の展覧会でも作品1点が紹介されている。
- シュルレアリスムと写真　痙攣する美（東京都写真美術館、2008年3月15日（土）～5月6日（火・祝））
  - 作品出展No.188、ラウル・ユバック、パンテジレⅤ（Penthésilée V）、1937年、ゼラチン・シルヴァー・プリント、東京都写真美術館蔵

## 日本語の参考文献
ラウル・ユバックについてのまとまった日本語文献は、2010年現在存在しない。